# 井染道夫
井染 道夫（いそめ みちお、1901年（明治34年）12月10日 - 没年不詳）は、日本のサッカー選手、サッカー指導者。大日本蹴球協会（現・日本サッカー協会）理事。

## 経歴
井染祿朗（陸軍中将）、好美の長男として生まれた。1925年（大正14年）明治大学商学部を卒業した。大倉商事電気課長、居初電解精油取締役、北東漁業取締役などを務めた。

## サッカー歴
1917年（大正6年）に日本初のサッカー・クラブチームとして発足した、東京蹴球団に選手として参加。
1921年（大正10年）、上海で行われた第5回極東選手権競技大会のサッカー日本代表に選出され、選手として出場。この時の代表チームは日本サッカー史上初めての選抜チームとされている。また同年の明治大学体育会サッカー部の発足に於いては、中心的な役割を果した。他に、海軍機関学校のコーチなども務めた。
1923年（大正12年）12月、父・井染祿朗が寄贈した「井染杯」をかけて、第1回全国大学専門学校ア式蹴球大会が開催され、明治大学、慶應義塾大学、立教大学、法政大学、水戸高等学校の5校が参加。1925年の第3回大会まで開催された。
1923年12月23日に、関東大震災の犠牲となって死去したサッカー愛好者のイギリス外交官ウィリアム･ヘーグの追悼会と追悼試合が開催されたが、これらの実現を世話している。
1929年に大日本蹴球協会（現在の日本サッカー協会(JFA)）の理事に就任した（後に顧問）。

## 代表歴

### 出場大会
- 極東選手権競技大会サッカー競技

## 親族
- 父 井染祿朗（陸軍中将）[6]
- 兄弟 井染成夫（医師）
- 兄弟 井染壽夫（中小企業金融公庫総務部長）
- 兄弟 井染具夫（陸軍少佐）[6]
- 伯父 吉田護郎（陸軍少佐）[6]
- 叔母 吉田鞆子(貞明皇后御用掛)[7]